# Barchessa

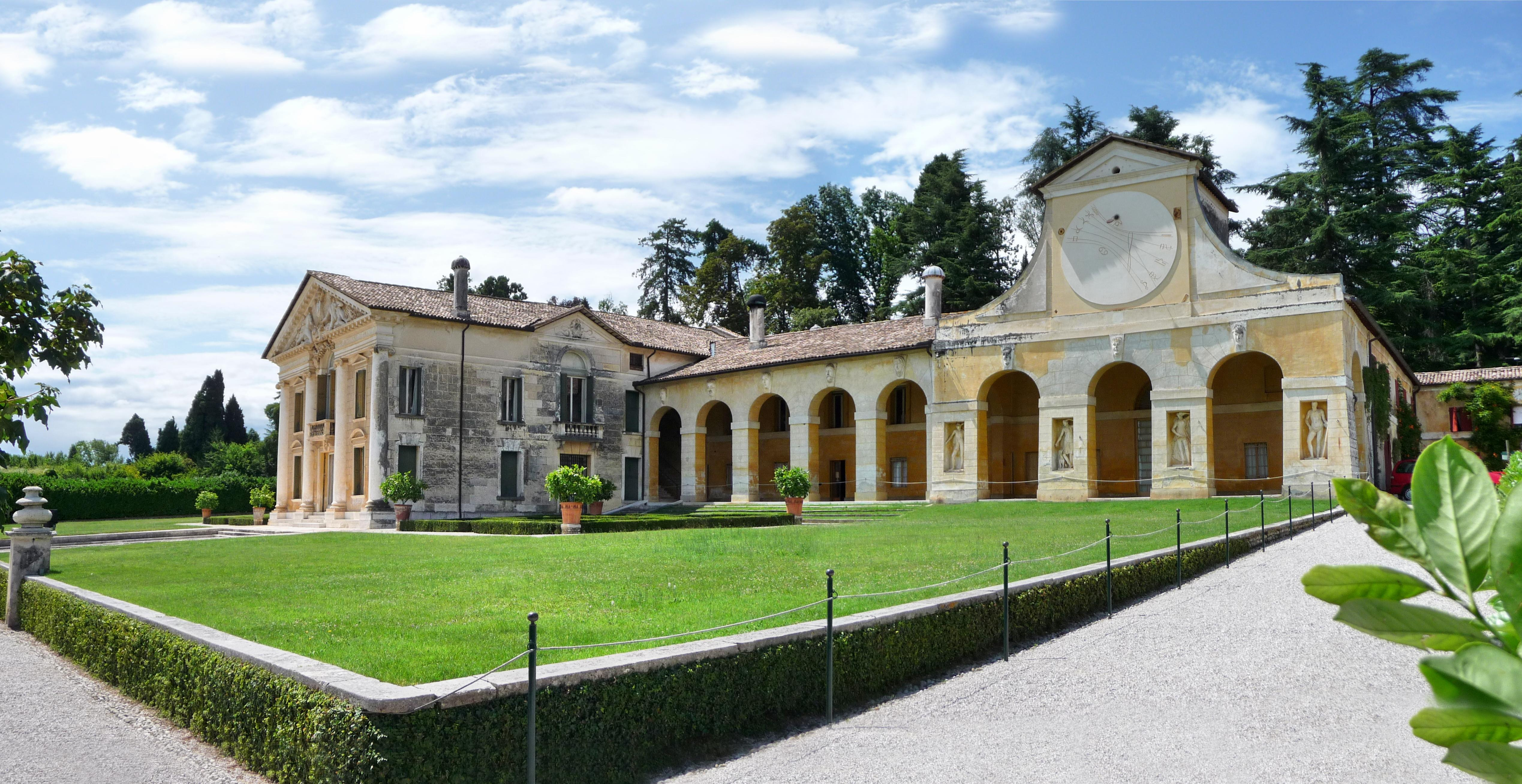
Barchessa de la villa Barbaro à Maser (corps reculé à droite).

La barchessa, barcòn ou barco (en français : barchesse) est un édifice typique de l'architecture de la villa veneta, destiné à remiser le matériel agricole, à abriter les étables et à engranger les réserves alimentaires ; elle présente une structure en portique à hautes arcades en plein cintre.

## Historique
Dans la région de la république de Venise, les barchesses sont presque toujours disposées en aile du corps de logis central (la maison de maître) d'une villa, faisant partie intégrante d'un grand édifice architectural.
L'architecte Andrea Palladio a fait de ces annexes un élément architectural à part entière, n'hésitant pas à les accoler à l'hôtel particulier de ses commanditaires, voire à en faire un prolongement, conférant ainsi à l'ensemble une plus grande monumentalité et une symétrie plus appuyée. Il n'est pas jusqu'à l’ornementation des barchesse qu'il n'ait soignée : dans ses « Quatre livres d'Architecture » (Venise, 1570), Palladio indique qu'il faut exposer ces hangars au sud pour mieux faire sécher la paille, et éviter les moisissures et mauvaises odeurs.
La tradition de la barchesse dans la région de Vénétie subsiste jusqu'à la fin du XVIIIe siècle. On peut voir aujourd'hui dans les campagnes des barchesses isolées, privées du corps principal normalement attenant parce que, durant le XIXe siècle nombre d'édifices du patriciat vénitien furent détruits, conservant cependant ces grandes structures à arcades utiles.

## Quelques barchesses caractéristiques
On trouve parmi les plus fameuses et les plus caractéristiques barchesses celles qui sont associées aux villas suivantes : 
- la villa Badoer, dite la Badoera, projetée par Andrea Palladio, dans la commune de Fratta Polesine ;
- la villa Emo Capodilista à Fanzolo de Vedelago (Trévise) ;
- la villa Barbaro à Maser aux extrémités de laquelle on trouve des pigeonniers et des cadrans solaires ;
- la villa Manin à Passariano di Codroipo (province d'Udine) où fut signé le traité de Campo-Formio,

ou bien les singulières barchesses isolées, aujourd'hui privées de corps de logis : 
- le barco della Regina Cornaro (it) à Altivole (Trévise) ;
- la barchessa Loredan (it) de la villa Bressa Loredan à Volpago del Montello (Trévise) ;
- la barchessa de la villa Grollo (it) de la  villa Marcello à Volpago del Montello (Trévise) ;
- le barco Barbarigo Biagi à Montebelluna (Trévise) ;
- les deux barchesses de la villa Valmarana (it), le long de la Riviera del Brenta sur les rives du canal de la Brenta près de Venise ;
- la barchessa de la villa Pola dite le Barcòn à Barcòn de Vedelago (Trévise).